# سونيت 14
السونيت 14 هي إحدى الـ154 سونيتة التي أبدعها الكاتب المسرحي والشاعر الإنجليزي وليم شكسبير. وتندرج هذه السونيتة ضمن سونيتات الإنجاب في سياق تسلسل الشاب الجميل.

## البنية
تُعد السونيتة 14 نموذجًا للسونيتة الإنجليزية الشكسپيرية، حيث تتألف من ثلاث رباعيات تتبعها مقطوعة ثنائية. وتتبع النمط التقليدي لنظام القافية على الشكل: ABAB CDCD EFEF GG. وكما هو الحال في كثير من السونيتات في هذه المجموعة، فهي مكتوبة وفق الوزن الشعري المعروف بالبحر الخماسي الإيامبي، المكوّن من خمس وحدات متعاقبة من المقاطع الضعيفة والقوية في كل بيت.
تعرض السونيتات الإنجليزية عادةً مشكلة أو حجة في الرباعيات، يليها حلّ في المقطوعة النهائية. توحي هذه السونيتة بهذا البناء التقليدي، غير أن هيكلها البلاغي أقرب إلى نموذج السونيتة البتراركية التي ترتّب الأوكتاف (الثمانية أبيات الأولى) في مقابل السيستيت (الستة أبيات الأخيرة).

## السياق التاريخي
يعتقد بعض النقاد أن تسلسل الشاب الوسيم يروي قصة يحكيها شكسپير. وتُعزّز هذا الرأي أدلةٌ تشير إلى تغييرات متواصلة في المزاجات، ما قد يعكس تدوينات يومية خاصة. أضف إلى ذلك، هناك من يقول إن تسلسل الشاب الوسيم كُتب لـ هنري ريثسلي، إيرل ساوثهامبتون الثالث ‏. ويرى النقاد أن شكسپير كان يسعى لحثّه على الزواج وإنجاب وريث ليخلد جماله للأبد. وحتى يومنا هذا، لا تزال طبيعة العلاقة بين هنري ريثسلي ‏ وشكسپير موضع جدل، إذ يرى البعض أنها قد تكون علاقة عاطفية لا مجرد صداقة أفلاطونية. ومع ذلك، يجمع أغلب النقاد على أن شكسپير كتب هذه السونيتة لحثّ الشاب على إنجاب وريث.

## التفسير
تعبر السونيتة 14 عن متحدث لا يعرف كيف يتنبأ بالمستقبل أو بما سيحدث، ولكنه يعرف أهمية التكاثر للحفاظ على الجمال عبر الأزمنة.

### الرباعية الأولى
تتضمن الرباعية الأولى إشارات متعددة إلى علم الفلك وأعمال أدبية أخرى. يذكر إدوارد داودين ‏ أن عمل فيليب سيدني استروفيل اند ستيلا ‏ قد أثّر في هذه السونيتة بسبب تشابه الطبيعة بين السونيتتين.